# Pina Gallini
Giuseppina „Pina“ Gallini, auch bekannt als  Pina Dal Cortivo, (* 19. März 1888 in Bondeno, Emilia-Romagna; † 31. Januar 1974 in Bologna) war eine italienische Schauspielerin.
Gallini war mit dem Schauspieler Giovanni Dal Cortivo verheiratet.
Mit 12 Jahren stand sie erstmals auf der Bühne.
1935 stand sie erstmals vor der Kamera. Sie litt unter einer sehr starken Kurzsichtigkeit und machte dies zu einem der charakteristischen Merkmale ihrer Figuren.

## Filmografie (Auswahl)
- 1935: Passaporto rosso
- 1936: Ginevra degli Almieri
- 1937: Il feroce Saladino
- 1937: Il fu Mattia Pascal
- 1937: I fratelli Castiglioni
- 1937: Komtess von Parma (Contessa di Parma)
- 1938: L’albergo degli assenti
- 1938: Il suo destino
- 1939: Batticuore
- 1939: Animali pazzi
- 1939: Bionda sottochiave
- 1939: L’ospite di una notte
- 1939: Assenza ingiustificata
- 1939: Il segreto inviolabile
- 1939: L’eredità in corsa
- 1939: Il documento
- 1939: Le educande di Saint-Cyr
- 1940: Ecco la radio!
- 1940: Validità giorni dieci
- 1940: Manon Lescaut
- 1940: Il ladro sono io!
- 1940: La gerla di papà Martin
- 1940: Non me lo dire!
- 1940: Il capitano degli ussari
- 1940: Dopo divorzieremo
- 1940: Amiamoci così
- 1940: La donna perduta
- 1941: Il bravo di Venezia
- 1941: Beatrice Cenci
- 1941: Il signore a doppio petto
- 1941: Caravaggio, il pittore maledetto
- 1942: L’angelo del crepuscolo
- 1942: Der Widerspenstigen Zähmung (La bisbetica domata)
- 1942: Addio Kira!
- 1942: Violette nei capelli
- 1942: Soltanto un bacio
- 1942: Non ti pago!
- 1942: Avanti c’è posto…
- 1942: Le signorine della villa accanto
- 1942: Finalmente soli
- 1942: Lüge einer Sommernacht (4 passi fra le nuvole)
- 1943: Senza una donna
- 1943: Harlem
- 1943: Fuga a due voci
- 1943: Il paese senza pace
- 1943/45: La carne e l’anima
- 1944: Lacrime di sangue
- 1946: Ehemann auf Bestellung (Il marito povero)
- 1947: Eugenia Grandet
- 1947: Sinfonia fatale
- 1947: Un mese d’onestà
- 1949: L’imperatore di Capri
- 1949: Die Mühle am Po (Il mulino del Po)
- 1949: Come scopersi l’America
- 1950: La figlia del mendicante
- 1950: Sangue sul sagrato
- 1950: L’inafferrabile 12
- 1951: Totò terzo uomo
- 1952: Canzoni di mezzo secolo
- 1952: La trappola di fuoco
- 1952: Totò und die Frauen (Totò e le donne)
- 1952: Gli 11 moschettieri
- 1952: Inganno
- 1953: Die Tochter der Kompanie (La figlia del reggimento)
- 1953: Don Camillos Rückkehr (Il ritorno di don Camillo)
- 1954: Ein Amerikaner in Rom (Un americano a Roma)
- 1954: Tage der Liebe (Giorni d'amore)
- 1954: Ridere! Ridere! Ridere!
- 1955: Io sono la primula rossa
- 1955: Ore 10: lezione di canto
- 1956: Due sosia in allegria
- 1956: Ci sposeremo a Capri
- 1956: Noi siamo le colonne
- 1956: Eine Nacht mit 16 Blondinen (Serenate per 16 bionde)
- 1956: Sette canzoni per sette sorelle
- 1957: Serenata a Maria
- 1957: C’è un sentiero nel cielo
- 1957: Gente felice
- 1958: Valeria ragazza poco seria
- 1959: Psicanalista per signora
- 1959: Agosto, donne mie non vi conosco
- 1959: È arrivata la parigina
- 1959: Juke box – Urli d’amore
- 1960: Le ambiziose
- 1960: Schöne Witwen sind gefährlich (Cinque ore in contanti)
- 1960: Il mio amico Jekyll
- 1961: Ferragosto in bikini
- 1963: Follie d’estate